# Kantata Polska
Kantata Polska – kantata Piotra Rubika i Zbigniewa Książka, dwupłytowy album wydany 26 listopada 2021 roku w formacie CD oraz mp3 nakładem wytwórni MTJ. Materiał został zarejestrowany 11 października 2018 roku podczas 100-lecia obchodów odzyskania niepodległości przez Polskę.
Autorem libretta jest Zbigniew Książek, a muzykę skomponował Piotr Rubik. Warstwę wokalną stanowią: Marta Moszczyńska, Zofia Nowakowska, Olivia Wieczorek, Marcin Januszkiewicz, Grzegorz Wilk oraz Michał Gasz.
Utworem promującym płytę jest singel „Fruwając po chmurach”.

## Informacje o wydawnictwie
Płyta została zarejestrowana podczas koncertu symfonicznego, który odbył się 11 października 2018 roku w Centrum Kongresowym ICE w Krakowie. Dyrygentem był Piotr Rubik, wystąpili soliści: Marta Moszczyńska, Zofia Nowakowska, Olivia Wieczorek, Marcin Januszkiewicz, Grzegorz Wilk i Michał Gasz, rolę narratora objął Jakub Wieczorek. Wystąpił Wrocławski Chór Akademicki i Orkiestra Symfoniczna Filharmonii Dolnośląskiej z Jeleniej Góry.

## Lista utworów
| CD 1 | CD 1                                                                 | CD 1             | CD 1        | CD 1    |
| Nr   | Tytuł utworu                                                         | Słowa            | Muzyka      | Długość |
| ---- | -------------------------------------------------------------------- | ---------------- | ----------- | ------- |
| 1.   | „Wymazali z mapy Polskę” (śpiew: wszyscy soliści)                    | Zbigniew Książek | Piotr Rubik | 4:01    |
| 2.   | „Hic amor” (śpiew: Grzegorz Wilk)                                    | Zbigniew Książek | Piotr Rubik | 3:46    |
| 3.   | „Wiślana piosenka” (śpiew: Marta Moszczyńska i Marcin Januszkiewicz) | Zbigniew Książek | Piotr Rubik | 4:21    |
| 4.   | „Żniwa pod Skarżyskiem” (śpiew: Michał Gasz)                         | Zbigniew Książek | Piotr Rubik | 3:47    |
| 5.   | „Miłości cud” (śpiew: Marta Moszczyńska)                             | Zbigniew Książek | Piotr Rubik | 4:26    |
| 6.   | „Polska złota jesień” (śpiew: Zofia Nowakowska)                      | Zbigniew Książek | Piotr Rubik | 4:34    |
| 7.   | „Fruwając po chmurach” (śpiew: Zofia Nowakowska i Michał Gasz)       | Zbigniew Książek | Piotr Rubik | 4:42    |
| 8.   | „Wolność” (śpiew: Olivia Wieczorek)                                  | Zbigniew Książek | Piotr Rubik | 5:03    |
| 9.   | „Mędrców nauczanie” (śpiew: Zofia Nowakowska i Grzegorz Wilk)        | Zbigniew Książek | Piotr Rubik | 3:44    |
|      |                                                                      |                  |             | 38:24   |

| CD 2 | CD 2                                                                                     | CD 2             | CD 2        | CD 2    |
| Nr   | Tytuł utworu                                                                             | Słowa            | Muzyka      | Długość |
| ---- | ---------------------------------------------------------------------------------------- | ---------------- | ----------- | ------- |
| 1.   | „Moja ojczyzna ma twoje oczy” (śpiew: Marcin Januszkiewicz, Grzegorz Wilk i Michał Gasz) | Zbigniew Książek | Piotr Rubik | 4:39    |
| 2.   | „Wigilia polska” (śpiew: wszyscy soliści)                                                | Zbigniew Książek | Piotr Rubik | 5:10    |
| 3.   | „Czterolistna miłość” (śpiew: Olivia Wieczorek i Marcin Januszkiewicz)                   | Zbigniew Książek | Piotr Rubik | 5:30    |
| 4.   | „Kulig” (śpiew: Marta Moszczyńska, Zofia Nowakowska i Olivia Wieczorek)                  | Zbigniew Książek | Piotr Rubik | 3:31    |
| 5.   | „Tam, gdzie ty mieszkasz” (śpiew: Marcin Januszkiewicz)                                  | Zbigniew Książek | Piotr Rubik | 4:31    |
| 6.   | „Sens życia” (śpiew: Zofia Nowakowska i Olivia Wieczorek)                                | Zbigniew Książek | Piotr Rubik | 4:20    |
| 7.   | „Muszelka ze Świnoujścia” (śpiew: wszyscy soliści)                                       | Zbigniew Książek | Piotr Rubik | 3:18    |
| 8.   | „Rzucili się do gardeł wzajem” (śpiew: wszyscy soliści)                                  | Zbigniew Książek | Piotr Rubik | 3:41    |
| 9.   | „Ześlij Boże” (śpiew: wszyscy soliści)                                                   | Zbigniew Książek | Piotr Rubik | 5:45    |
| 10.  | „Fruwając po chmurach (radio edit)” (śpiew: Zofia Nowakowska i Michał Gasz)              | Zbigniew Książek | Piotr Rubik | 3:13    |
|      |                                                                                          |                  |             | 43:38   |